# Giuncheto
Giuncheto (korsisch Ghjunchetu) ist eine französische Gemeinde mit 101 Einwohnern (Stand: 1. Januar 2022) auf der Mittelmeerinsel Korsika. Sie gehört zum Département Corse-du-Sud, zum Arrondissement Sartène und zum Kanton Sartenais-Valinco. Auf durchschnittlich 350 Metern über dem Meeresspiegel ist sie als Enklave von Sartène umgeben.

## Bevölkerungsentwicklung
| Jahr      | 1962 | 1968 | 1975 | 1982 | 1990 | 1999 | 2006 | 2007 | 2012 | 2020 |
| --------- | ---- | ---- | ---- | ---- | ---- | ---- | ---- | ---- | ---- | ---- |
| Einwohner | 79   | 77   | 53   | 41   | 46   | 69   | 87   | 89   | 80   | 91   |

## Sehenswürdigkeiten

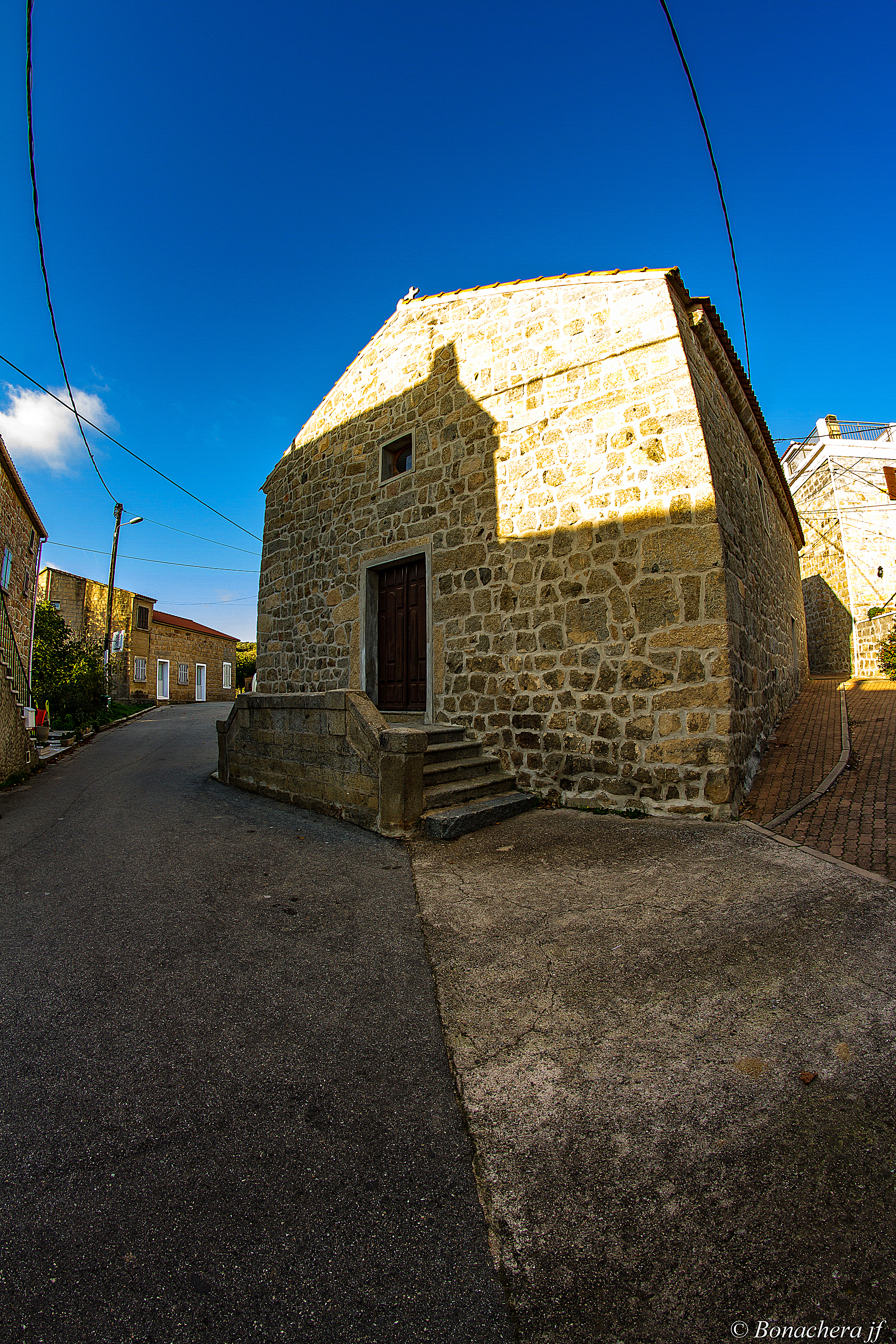
Kirche Saint-Pierre-et-Saint-Paul
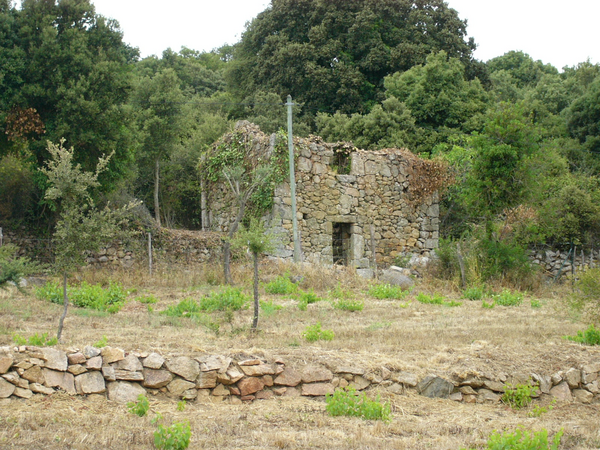
U Troghju Comunu, ehemaliges Haus zur Weinpresse für die umliegenden Weinbauern

- Kirche Saint-Pierre-et-Saint-Paul
- U Troghju Comunu, ehemaliges Haus zur Weinpresse für die umliegenden Weinbauern